# BBC Jazz Awards
Die BBC Jazz Awards war ein seit 2001 vergebener britischer Jazzpreis von BBC Radio 2 und 3. Es gab verschiedene Kategorien wie Best of Jazz, Gold Award, beste Band, bester Instrumentalist, bester Sänger, bestes Album, Preis für Lebenswerk (Lifetime Achievement), bestes Nachwuchstalent (Rising Star), Dienste für den Jazz (Service to Jazz), BBC Radio 2 Künstler des Jahres (Radio 2 Artist of the Year), Jazz Neuerung von BBC Radio 3 (Jazz on 3 Innovation Award bzw. Jazz Innovation Award), Internationaler Preis, traditioneller Jazz (Jazz Heritage Award). Nicht jede Kategorie wurde jedes Jahr verliehen. 2009 wurde die Entscheidung getroffen, ihn einzustellen, ebenso wie ihren Weltmusik-Preis (World Music Award), der seit 2002 vergeben wurde. Als Ursache der Einstellung wurde in den Medien ein Nachlassen des Interesses für Jazz in Großbritannien nach dem Tod einiger populärer britischer Jazzmusiker wie Humphrey Lyttelton diskutiert, was sich auch im Eingehen des damals einzigen privaten Jazzsenders theJazz 2008 zeigte.
Der erste Preis wurde 2001 in der Queen Elizabeth Hall verliehen und über BBC Radio 2 und 3 übertragen.

## Preisträger
Preise für das Lebenswerk erhielten Humphrey Lyttelton, Oscar Peterson, George Melly, Dave Brubeck, Quincy Jones, Cleo Laine, John Dankworth, Stan Tracey, George Shearing, Chick Corea´s Return to Forever.

### 2001
- Best Band: Courtney Pine[3]
- Best Instrumentalist: Alan Barnes
- Best Vocalist: Norma Winstone
- Rising Star: Alex Wilson
- Jazz Innovation: Iain Ballamy
- Best New Work: Chris Batchelor
- Best Album: Jean Toussaint´s Nazaire The Street Above The Underground
- International Award: Clark Terry
- Services to Jazz: Pete King von Ronnie Scott´s
- Lifetime Achievement: Humphrey Lyttelton

### 2002
- Best Band: Jazz Jamaica All Stars[4]
- Best Instrumentalist: John Surman
- Best Vocalist: Stacey Kent
- Rising Star: Soweto Kinch
- Jazz Innovation: Matt Bourne
- Best New Work: John Taylor Green Man Suite
- Album of the Year: Brian Kellock Trio Live at Henry´s
- International Award of the Year: Hugh Masekela
- Services to Jazz: Chris Hodgkins
- Lifetime Achievement: Cleo Laine, John Dankworth sowie Stan Tracey
- Jazz Heritage Award: Chris Barber

### 2003
- Best Band: Guy Barker´s International Septet[5]
- Best Instrumentalist: Brian Kellock
- Best Vocalist: Claire Martin
- Rising Star: Jamie Cullum
- Best New Work: Brian Irvine Interrupting Cutler
- International Artist: Esbjörn Svensson
- Innovation: Byron Wallen
- Services to Jazz: Tony Dudley-Evans, Promoter von Jazzveranstaltungen, Chairman von Birmingham Jazz und Leiter des Cheltenham Jazz Festivals
- Jazz Heritage: The Merseysippi Jazz Band
- Best Album: Exile von Gilad Atzmon
- Lifetime Achievement: George Shearing

### 2004
- Best Instrumentalist: Soweto Kinch[6]
- Best Vocalist: Ian Shaw
- Rising Star: Seb Rochford
- Best New Work: Richard Fairhurst
- Best Band: Soweto Kinch
- Best Album: The Journey Home von Colin Steele
- International Award: Wynton Marsalis
- Services to Jazz: Jed Williams
- Jazz Heritage Award: Keith Nichols
- Lifetime Achievement: George Melly
- Jazz-Innovation: F-IRE Collective

### 2005
- Best Band: Acoustic Ladyland[7]
- Best Instrumentalist: Peter King
- Best Vocalist: Liane Carroll
- Rising Star: Gwilym Simcock
- Radio 2 Artist of the Year: Jamie Cullum
- Jazz on 3 Innovation Award': Huw Warren
- Best of Jazz Award: Liane Carroll
- Jazz Line-Up Album of the Year: All Is Know von Tony Kofi
- Gold Award: Acker Bilk
- Services to Jazz: John Cumming und die Produktions/Managementfirma Serious
- Lifetime Achievement: Oscar Peterson

### 2006
- Lifetime Achievement: Quincy Jones[8]
- Album Of The Year: The Lyric von Jim Tomlinson, Stacey Kent
- Best Vocalist: Clare Teal
- Best Instrumentalist: Alan Barnes
- Jazz Line-Up Band of The Year: Dennis Rollins
- Jazz on 3 Innovation Award: Tim Garland für sein Lighthouse Project
- Radio 2 Jazz Artist of the year: Jools Holland
- Best of Jazz Awards on Radio 2: Anita Wardell
- Services to Jazz: Ian Carr
- Rising Star: Andrew McCormack

### 2007
- Best Band: Finn Peter´s Finntet[9]
- Best Instrumentalist: Julian Siegel
- Best Vocalist: Ian Shaw
- Rising Star: Simon Spillett
- Radio 2 Heart of Jazz Award: Martin Taylor
- Radio 2 Jazz Artist of the Year: Curtis Stigers
- Jazz on 3 Innovation Award: Tom Bancroft
- Jazz Line-Up Album of the Year: Displaced – Neil Cowley Trio
- International Award: Madeleine Peyroux
- Services to Jazz: Gary Crosby
- Lifetime Achievement: Dave Brubeck

### 2008
- Lifetime Achievement: Return to Forever
- Gold Award: John Dankworth und Cleo Laine
- International Award: Charlie Haden
- Album Of The Year: All is Yes von Get the Blessing
- Best Vocalist: Christine Tobin
- Best Instrumentalist: Tony Kofi
- Jazz Line-Up Band of The Year: Tom Cawley’s Curios
- Jazz on 3 Innovation Award: Fraud
- Heart of Jazz Award: Tommy Smith
- Radio 2 Artist Of The Year: Humphrey Lyttelton
- Services to Jazz: Alan Bates
- Rising Star Award: Kit Downes